# Сан-Джорджо-ла-Молара
Сан-Джорджо-ла-Молара (итал. San Giorgio la Molara) — коммуна в Италии, располагается в регионе Кампания, в провинции Беневенто.
Население составляет 3178 человек (2008 г.), плотность населения составляет 49 чел./км². Занимает площадь 65 км². Почтовый индекс — 82020. Телефонный код — 0824.
Покровителем коммуны почитается святой Георгий, празднование 23 апреля.

## Демография
Динамика населения:

## Администрация коммуны
- Официальный сайт: https://web.archive.org/web/20100327133226/http://sangiorgiolamolara.asmenet.it/